# Mako
Mako là một nhân vật trong loạt phim hoạt hình Mỹ The Legend of Korra, nhân vật được đặt theo tên cố diễn viên Mako Iwamatsu – người lồng tiếng cho Iroh trong phần đầu của Avatar. Trong loạt phim, Mako được lồng tiếng bởi David Faustino.
Mako là một ngự hỏa sư trẻ tuổi và là anh trai của Bolin. Cả hai mồ côi cha mẹ từ nhỏ và phải tự nuôi sống bản thân tại Thành phố Cộng Hòa. Mako có tính cách nghiêm túc, điềm tĩnh, thường đóng vai trò là người lý trí và bảo vệ trong nhóm bạn của Korra.

## Tiểu sử
Mako khởi đầu là vận động viên trong giải ngự thuật đồng đội (pro-bending) cùng Bolin. Họ kết bạn với Korra khi cô gia nhập đội. Sau đó, Mako dần trở thành một trong những người thân cận và chiến đấu bên cạnh cô trong nhiều cuộc xung đột lớn:
- Đối đầu với Hội Bình Đẳng do Amon cầm đầu.
- Chống lại âm mưu hợp nhất thế giới vật chất và Linh giới của Unalaq.
- Giải cứu Korra khỏi âm mưu của Hội Hồng Liên.
- Tham gia bảo vệ Thành phố Cộng Hòa khỏi mối đe dọa của Kuvira.

Mako từng có mối quan hệ tình cảm với Korra, sau đó với Asami Sato, nhưng cuối cùng duy trì tình bạn thân thiết với cả hai. Anh cũng từng phục vụ trong lực lượng cảnh sát Thành phố Cộng Hòa dưới quyền Lin Beifong.

## Tính cách và đón nhận
Mako là người cẩn trọng, nghiêm túc và đôi lúc khá khô khan, trái ngược với tính cách sôi nổi của Bolin. Tuy nhiên, anh luôn đặt lợi ích của người khác lên trên hết và sẵn sàng hy sinh để bảo vệ bạn bè và cộng đồng. Một số khán giả chỉ trích sự thiếu nhất quán trong tuyến tình cảm của anh, nhưng phần lớn vẫn ghi nhận vai trò quan trọng của Mako trong nhóm nhân vật chính.

## Xuất hiện khác
Mako tiếp tục xuất hiện trong các phần truyện tranh hậu truyện của The Legend of Korra, hỗ trợ Korra và Asami trong việc duy trì trật tự và ổn định sau chiến tranh.